# Municipio de Athens (Míchigan)
El municipio de Athens (en inglés: Athens Township) es un municipio ubicado en el condado de Calhoun en el estado estadounidense de Míchigan. En el año 2010 tenía una población de 2554 habitantes y una densidad poblacional de 27,3 personas por km².

## Geografía
El municipio de Athens se encuentra ubicado en las coordenadas 42°7′14″N 85°14′12″O / 42.12056, -85.23667. Según la Oficina del Censo de los Estados Unidos, el municipio tiene una superficie total de 93.57 km², de la cual 93.07 km² corresponden a tierra firme y (0.53%) 0.49 km² es agua.

## Demografía
Según el censo de 2010, había 2554 personas residiendo en el municipio de Athens. La densidad de población era de 27,3 hab./km². De los 2554 habitantes, el municipio de Athens estaba compuesto por el 94.4% blancos, el 0.39% eran afroamericanos, el 2.11% eran amerindios, el 0.2% eran asiáticos, el 0.08% eran isleños del Pacífico, el 0.43% eran de otras razas y el 2.39% pertenecían a dos o más razas. Del total de la población el 1.41% eran hispanos o latinos de cualquier raza.